# سورکویته
سورکویته (به لهستانی:  Sorkwity) یک روستا در لهستان است که در گمینا سورکویته واقع شده‌است. سورکویته ۷۷۰ نفر جمعیت دارد.